# I liga chilijska w piłce nożnej (2006)
Chile 2006
Mistrzem Chile turnieju Apertura został klub CSD Colo-Colo, natomiast wicemistrzem Chile  – Club Universidad de Chile.
Mistrzem Chile turnieju Clausura został klub CSD Colo-Colo, natomiast wicemistrzem Chile  – Audax Italiano.
Do Copa Libertadores w roku 2007 zakwalifikowały się następujące kluby:
- CSD Colo-Colo – mistrz Chile
- Cobreloa – najlepszy klub w fazie grupowej turnieju Clausura
- Audax Italiano – ten z dwóch wicemistrzów Chile, który zajął wyższe miejsce w tabeli sumarycznej

Do Copa Sudamericana w roku 2006 zakwalifikowały się następujące kluby:
- CSD Colo-Colo (zwycięzca fazy ligowej turnieju Aperturta)
- CD Huachipato (wicemistrz fazy ligowej turnieju Apertura)

Kluby, które spadły do II ligi:
- Santiago Morning – przedostatni w tabeli
- Concepción – ostatni w tabeli → klub nie wziął udziału w rozgrywkach z powodów finansowych
- CSD Rangers – porażka w barażu

Na miejsce spadkowiczów awansowały z drugiej ligi następujące kluby:
- Melipilla – mistrz drugiej ligi
- CD Ñublense – wicemistrz drugiej ligi
- CD Lota Schwager – zwycięstwo w barażu

## Torneo Apertura 2006
Klub Concepción z powodów finansowych musiał wycofać się z rozgrywek pierwszej ligi. W konsekwencji w następnym sezonie Concepción miał grać w drugiej lidze.

### Apertura 1
| Data             | Mecz |
| ---------------- | --- |
| 27 stycznia 2006 | CD O’Higgins – CSD Colo-Colo 1:3 Mariano Messera 89 – Humberto Suazo 7, 83, Héctor Mancilla 50                                                                                    |
| 28 stycznia 2006 | CD Huachipato – Antofagasta 2:0 Rodolfo Madrid 76, Juan Gonzalo Lorca 88 |
| 28 stycznia 2006 | CD Palestino – Santiago Wanderers 3:0 Rodrigo Toloza 61, 90, Héctor Suazo 87 mecz rozegrany na stadionie klubu Unión Española                                                     |
| 28 stycznia 2006 | Puerto Montt – Audax Italiano 0:3 Carlos Villanueva 3, 21, 32k |
| 28 stycznia 2006 | Club Universidad de Chile – Unión Española 1:0 Marcelo Salas 45 |
| 28 stycznia 2006 | Coquimbo Unido – Universidad Concepción 1:1 Marcelo Corrales 47 – Juan José Ribera 90                                                                                             |
| 29 stycznia 2006 | Everton Viña del Mar – CD Universidad Católica 1:0 Juan Pablo Úbeda 18 |
| 29 stycznia 2006 | CD Cobresal – Cobreloa 2:4 Juan Quiroga 24, 87k – Alexis Sánchez 48, 78, Rubén Ramírez 53, Francisco González 75                                                                  |
| 29 stycznia 2006 | Santiago Morning – CSD Rangers 4:3 Felipe Díaz 5, Fernando Manríquez 17, Esteban Paredes 62, Rodrigo Goldberg 78 – Juan Cisternas 68, Oscar Fabián Ibarra 82, Felipe González 86k |

### Apertura 2
| Data          | Mecz |
| ------------- | --- |
| 3 lutego 2006 | Audax Italiano – Everton Viña del Mar 3:0 Carlos Villanueva 42, Mauricio Rojas 66, Arístides Masi 80       |
| 4 lutego 2006 | CSD Rangers – Club Universidad de Chile 1:2 Omar Enrique Mallea 41 – Hugo Droguett 4, Marcelo Salas 70k    |
| 4 lutego 2006 | Santiago Wanderers – CD O’Higgins 0:0                                                                      |
| 4 lutego 2006 | CD Universidad Católica – Puerto Montt 1:1 Eros Pérez 8 – Cristián Tapia 90+2                              |
| 5 lutego 2006 | La Serena – CD Cobresal 1:1 Fernando Saavedra 62 – Claudio Videla 55                                       |
| 5 lutego 2006 | Cobreloa – Coquimbo Unido 3:1 Rubén Ramírez 11, Rubén Castillo 23, José Luis Díaz 48 – Alfredo Calderón 51 |
| 5 lutego 2006 | Antofagasta – CD Palestino 3:1 Renato Ramos 6, Mauricio Donoso 52, Diego Agüero 74 – Fabián Estay 72       |
| 5 lutego 2006 | Universidad Concepción – Santiago Morning 1:0 Eduardo Arancibia 13                                         |
| 5 lutego 2006 | CSD Colo-Colo – CD Huachipato 0:2 Renzo Yáñez 24, Juan Gonzalo Lorca 31                                    |

### Apertura 3
| Data           | Mecz |
| -------------- | --- |
| 10 lutego 2006 | Santiago Morning – Cobreloa 1:1 Rubén Ramírez 16 – Felipe Díaz 56 mecz rozegrany został na stadionie klubu Unión Española                         |
| 11 lutego 2006 | La Serena – CSD Colo-Colo 3:3 Raúl Palacios 37k, Francisco Saavedra 42, Luis Rueda 45 – Gonzalo Fierro 19, José Luis Jerez 22, Héctor Mancilla 63 |
| 11 lutego 2006 | Everton Viña del Mar – Antofagasta 2:0 Emilio Hernández 38, Joel Estay 62                                                                         |
| 11 lutego 2006 | CD O’Higgins – CD Cobresal 0:1 Claudio Videla 79                                                                                                  |
| 11 lutego 2006 | CD Palestino – Coquimbo Unido 3:1 Alvaro Romo 22, Álvaro Sarabia 75, Rodrigo Toloza 89k – Gustavo Lorenzetti 40                                   |
| 11 lutego 2006 | CD Huachipato – Audax Italiano 1:3 Leonardo Mas 39 – Arístides Masi 1, Carlos Garrido 61, Matías Campos 75                                        |
| 11 lutego 2006 | CD Universidad Católica – Unión Española 2:1 Jorge Ormeño 51, Eros Pérez 85 – Raúl Arenas 45                                                      |
| 11 lutego 2006 | Puerto Montt – CSD Rangers 4:1 Leonardo Monje 33k, 55k, 87, Ever Cantero 83 – Omar Enrique Mallea 50                                              |
| 12 lutego 2006 | Club Universidad de Chile – Universidad Concepción 2:1 Manuel Iturra 67, Helry Alcázar 73 – Alexis Hidalgo 89                                     |

### Apertura 4
| Data           | Mecz |
| -------------- | --- |
| 17 lutego 2006 | Unión Española – CD Huachipato 1:0 Manuel Neira 8 |
| 18 lutego 2006 | Coquimbo Unido – CD Universidad Católica 1:1 Gustavo Lorenzetti 71 – Luis Ignacio Quinteros 7                                                         |
| 18 lutego 2006 | CSD Rangers – La Serena 1:0 Omar Enrique Mallea 38 |
| 18 lutego 2006 | CSD Colo-Colo – Everton Viña del Mar 5:3 Héctor Mancilla 14k, 24, Miguel Riffo 33, Matías Fernández 49, Humberto Suazo 81 – Cristián Uribe 39, 59, 76 |
| 18 lutego 2006 | Audax Italiano – CD O’Higgins 3:0 Jaime González 18, Carlos Villanueva 34, 48k                                                                        |
| 19 lutego 2006 | CD Cobresal – Puerto Montt 3:2 Iván Guillauma 46, Richard Estigarribia 51, Patricio Lira 90+1 – Leonardo Monje 9k, Jorge Alvarado 32                  |
| 19 lutego 2006 | Universidad Concepción – CD Palestino 3:2 Ricardo Parada 21, Eduardo Arancibia 43, Fernando Solís 53 – Nery Fernández 67, Héctor Suazo 75             |
| 19 lutego 2006 | Antofagasta – Santiago Morning 1:1 Renato Ramos 40 – Esteban Paredes 67                                                                               |
| 19 lutego 2006 | Santiago Wanderers – Club Universidad de Chile 0:1 Esteban Valencia 85                                                                                |

### Apertura 5
| Data           | Mecz |
| -------------- | --- |
| 24 lutego 2006 | Club Universidad de Chile – Audax Italiano 2:2 Herly Alcázar 16, Hugo Droguett 86 – Miguel Ángel Romero 70, Jaime González 88 mecz rozegrany został na stadionie klubu Unión Española |
| 25 lutego 2006 | CD Palestino – CSD Colo-Colo 1:4 Álvaro Sarabia 85 – Matías Fernández 6, Jorge Valdivia 33, 84, Humberto Suazo 73 mecz rozegrany został na stadionie klubu Unión Española             |
| 25 lutego 2006 | CD O’Higgins – Cobreloa 0:3 José Luis Díaz 23, Mauricio Aros 44, Charles Aránguiz 75                                                                                                  |
| 25 lutego 2006 | Santiago Morning – CD Cobresal 1:1 Francisco Fernández 61 – Juan Quiroga 25k |
| 25 lutego 2006 | Puerto Montt – Coquimbo Unido 0:1 Marcelo Corrales 7 |
| 25 lutego 2006 | CD Huachipato – Everton Viña del Mar 2:0 Rodrigo Millar 28, Juan Gonzalo Lorca 51 |
| 25 lutego 2006 | La Serena – Unión Española 3:0 Rodolfo Moya 32, 65, Rodrigo Brito 41 |
| 26 lutego 2006 | Santiago Wanderers – CSD Rangers 1:1 Silvio Fernández 41 – Omar Enrique Mallea 90 |
| 26 lutego 2006 | CD Universidad Católica – Antofagasta 5:2 Jorge Quinteros 6, Francisco Arrué 40, José Pedro Fuenzalida 52, Facundo Imboden 54, Darío Conca 74 – Richard Benítez 1, Mauricio Donoso 27 |

### Apertura 6
| Data         | Mecz |
| ------------ | --- |
| 3 marca 2006 | Audax Italiano – La Serena 3:2 Miguel Ángel Romero 6, Jaime González 8, Carlos Villanueva 29k – Rodolfo Moya 13, Luis Rueda 37 |
| 4 marca 2006 | Cobreloa – CD Universidad Católica 2:3 Alexis Sánchez 3, Rubén Ramírez 42 – Jorge Quinteros 12, 72, Darío Conca 24             |
| 4 marca 2006 | CSD Colo-Colo – Santiago Wanderers 5:0 Matías Fernández 14, 33, Humberto Suazo 21, Gonzalo Fierro 47, Héctor Mancilla 86       |
| 4 marca 2006 | Coquimbo Unido – CD Huachipato 2:2 Rodrigo Rivera 50, Horacio del Valle 70s – Pedro Morales 14, Diego Ruiz 65                  |
| 5 marca 2006 | CD Cobresal – Club Universidad de Chile 3:3 Juan Quiroga 18, 35k, Cesar Díaz 77 – Herly Alcázar 4, 30, Cristián Canío 75       |
| 5 marca 2006 | Unión Española – CD Palestino 2:3 Cristián Montecinos 20, José Luis Sierra 79 – Rodrigo Toloza 55, 59, Joan Henríquez 69       |
| 5 marca 2006 | Puerto Montt – Santiago Morning 3:1 Luis Guajardo 31, Ever Cantero 43, Leonardo Monje 85 – Pedro González 48k                  |
| 5 marca 2006 | Antofagasta – CD O’Higgins 1:2 Víctor Oyarzún 33 – Carlos Herrera 31, Joel Soto 80                                             |
| 5 marca 2006 | Universidad Concepción – CSD Rangers 1:3 Ismael Espiga 22 – Horacio Chiorazzo 18, Omar Enrique Mallea 65, Héctor Sántibañez 67 |

### Apertura 7
| Data          | Mecz |
| ------------- | --- |
| 10 marca 2006 | Santiago Morning – Audax Italiano1:2 Pedro González 75 – Carlos Villanueva 35, Germán Arangio 63 mecz rozegrany został na stadionie klubu Unión Española |
| 11 marca 2006 | La Serena – Antofagasta 3:1 Luis Rueda 71, Pablo Bolados 87, Sergio Núñez 90 – Mauricio Donoso 84                                                        |
| 11 marca 2006 | CD Huachipato – Cobreloa 4:2 Rodolfo Madrid 26, Rodrigo Millar 32, 55, 89 – Alexis Sánchez 11, 82                                                        |
| 11 marca 2006 | CD Cobresal – Everton Viña del Mar 0:0 |
| 11 marca 2006 | CD O’Higgins – Universidad Concepción 0:2 Ismael Espiga 53, Luis Aguiar 63k                                                                              |
| 11 marca 2006 | CSD Rangers – Unión Española 1:3 Horacio Chiorazzo 1 – Miguel Ayala 11s, Héctor Tapia 21s, Adán Vergara 53                                               |
| 12 marca 2006 | CD Palestino – CD Universidad Católica 0:1 Jorge Quinteros 47 mecz rozegrany został na stadionie klubu Unión Española                                    |
| 12 marca 2006 | Santiago Wanderers – Coquimbo Unido 2:1 Silvio Fernández 32, Alejandro Carrasco 52 – Marcelo Corrales 35                                                 |
| 12 marca 2006 | Club Universidad de Chile – Puerto Montt 2:1 Marcelo Salas 3, Hugo Droguett 47 – Ever Cantero 85                                                         |

### Apertura 8
| Data          | Mecz |
| ------------- | --- |
| 17 marca 2006 | CD Universidad Católica – La Serena 2:0 Eduardo Rubio 32, Luis Núñez 60                                                           |
| 18 marca 2006 | CSD Colo-Colo – CD Cobresal 3:0 Gonzalo Fierro 71k, Humberto Suazo 75, Héctor Mancilla 77                                         |
| 18 marca 2006 | Unión Española – Santiago Wanderers 1:0 Joel Reyes 19                                                                             |
| 18 marca 2006 | CD Huachipato – Santiago Morning 3:1 Rodrigo Millar 37, Juan Gonzalo Lorca 58, 83 – Mauricio Weber 34                             |
| 18 marca 2006 | Coquimbo Unido – CD O’Higgins 2:1 Marcelo Corrales 50, Manuel García 76 – Marco Olea 5                                            |
| 19 marca 2006 | Antofagasta – Club Universidad de Chile 0:1 Herly Alcázar 70                                                                      |
| 19 marca 2006 | Everton Viña del Mar – CD Palestino 1:1 Juan Pablo Úbeda 14 – Nery Fernández 65                                                   |
| 19 marca 2006 | Cobreloa – CSD Rangers 5:1 Nicolás Ascencio 30, José Luis Díaz 42, 72k, Jonathan Cisternas 47, Mauricio Aros 70 – Manuel López 43 |
| 19 marca 2006 | Universidad Concepción – Puerto Montt 2:2 Ricardo Viveros 18, Juan Francisco Viveros 75 – Leonardo Monje 74, 79                   |

### Apertura 9
| Data          | Mecz |
| ------------- | --- |
| 24 marca 2006 | CSD Rangers – Audax Italiano 3:0 Omar Enrique Mallea 11, Juan Cisternas 83, Jonathan Núñez 90                          |
| 24 marca 2006 | Unión Española – Universidad Concepción 1:0 Manuel Neira 70                                                            |
| 25 marca 2006 | CD O’Higgins – CD Universidad Católica 2:2 Mariano Messera 10, Marco Olea 39 – Rodrigo Ramírez 47s, Eduardo Rubio 90+4 |
| 25 marca 2006 | La Serena – CD Huachipato 1:2 Pablo Bolados 11 – Rodrigo Millar 49, Diego Ruiz 52                                      |
| 26 marca 2006 | Santiago Wanderers – Cobreloa 3:0 Silvio Fernández 30, 35, 66                                                          |
| 26 marca 2006 | CD Cobresal – Coquimbo Unido 2:0 Juan Quiroga 82k, Iván Guillauma 90                                                   |
| 26 marca 2006 | Puerto Montt – Everton Viña del Mar 1:1 Gabriel Vargas 67 – Francisco Sánchez 90+2                                     |
| 26 marca 2006 | Club Universidad de Chile – CD Palestino 2:1 Hugo Droguett 36, Cristián Canío 60 – Rodrigo Toloza 70k                  |
| 11 maja 2006  | Santiago Morning – CSD Colo-Colo 0:3 Humberto Suazo 55, Rodrigo Meléndez 71, Matías Fernández 89                       |

### Apertura 10
| Data            | Mecz |
| --------------- | --- |
| 31 marca 2006   | Universidad Concepción – CD Cobresal 2:1 Juan José Ribera 2, Leonardo Drugovic 47 – Manuel Ibarra 51                                                              |
| 1 kwietnia 2006 | CD Huachipato – Club Universidad de Chile 2:0 Renzo Yáñez 19, Juan Gonzalo Lorca 32                                                                               |
| 1 kwietnia 2006 | Cobreloa – La Serena 2:2 Jonathan Cisternas 27, Alexis Sánchez 51 – Carlos Alzamora 47, Felipe Flores 90                                                          |
| 1 kwietnia 2006 | Coquimbo Unido – Santiago Morning 1:1 Marcelo Corrales 62 – Juan Robledo 7                                                                                        |
| 1 kwietnia 2006 | CD Palestino – Puerto Montt 1:5 Fabián Estay 24 – Ever Cantero 13, 61, Leonardo Monje 23, 49, 80                                                                  |
| 2 kwietnia 2006 | Audax Italiano – Unión Española 1:1 Arístides Massi 47 – Adán Vergara 64                                                                                          |
| 2 kwietnia 2006 | Everton Viña del Mar – CD O’Higgins 0:2 Joel Soto 64k, Marcelo Lucero 70                                                                                          |
| 2 kwietnia 2006 | CSD Colo-Colo – CSD Rangers 7:2 Héctor Mancilla 19, 53, Gonzalo Fierro 25, 38, José Luis Jerez 31, Miguel Riffo 57, Matías Fernández 90+1 – Juan Cisternas 78, 89 |
| 2 kwietnia 2006 | Antofagasta – Santiago Wanderers 2:1 Mauricio Donoso 34, 60 – José Soto 5                                                                                         |

### Apertura 11
| Data            | Mecz |
| --------------- | --- |
| 7 kwietnia 2006 | Unión Española – Everton Viña del Mar 3:3 Manuel Neira 21, Luis Jara 85, José Luis Sierra 88 – Joel Estay 23, Cristián Uribe 30k, Javier Menghini 58 |
| 8 kwietnia 2006 | CSD Rangers – Antofagasta 2:2 Juan Cisternas 21, Jonathan Núñez 52 – Mauricio Donoso 53, Renato Ramos 57                                             |
| 8 kwietnia 2006 | Universidad Concepción – Cobreloa 1:0 Fernando Solís 33                                                                                              |
| 8 kwietnia 2006 | CD O’Higgins – La Serena 3:2 Joel Soto 9, 49, 81 – Felipe Flores 52, Carlos Alzamora 56                                                              |
| 8 kwietnia 2006 | Coquimbo Unido – Audax Italiano 1:0 Marcelo Corrales 9                                                                                               |
| 8 kwietnia 2006 | Santiago Wanderers – CD Huachipato 1:0 Alejandro Carrasco 42                                                                                         |
| 9 kwietnia 2006 | Club Universidad de Chile – CSD Colo-Colo 1:3 Hugo Droguett 45 – Matías Fernández 7, Héctor Mancilla 42, Gonzalo Fierro 90+3                         |
| 9 kwietnia 2006 | Santiago Morning – CD Universidad Católica 1:0 Esteban Paredes 73 mecz rozegrany został na stadionie klubu Unión Española                            |
| 9 kwietnia 2006 | CD Cobresal – CD Palestino 4:0 Juan Quiroga 22, 25k, Claudio Videla 42, Ángel Puertas 50                                                             |

### Apertura 12
| Data             | Mecz |
| ---------------- | --- |
| 13 kwietnia 2006 | La Serena – Santiago Wanderers 2:1 Rodolfo Moya 27, Luis Rueda 79 – José Soto 44                                                                                         |
| 14 kwietnia 2006 | Cobreloa – Unión Española 1:0 José Luis Díaz 90 |
| 15 kwietnia 2006 | CD Palestino – Santiago Morning 1:0 Álvaro Sarabia 62 |
| 15 kwietnia 2006 | Club Universidad de Chile – CD O’Higgins 2:2 Marcelo Salas 13, Julio Moreyra 62 – Joel Soto 42, Marco Millape 70 mecz rozegrany został na stadionie klubu Unión Española |
| 15 kwietnia 2006 | CD Universidad Católica – CSD Rangers 2:1 Eduardo Rubio 55k, Eros Pérez 67 – Patricio Neira 40                                                                           |
| 16 kwietnia 2006 | Audax Italiano – CSD Colo-Colo 1:3 Roberto Cereceda 51 – Humberto Suazo 7, 19, 90+2k                                                                                     |
| 16 kwietnia 2006 | Antofagasta – CD Cobresal 3:1 Geovanni Narváez 18, Renato Ramos 24, 73 – Juan Quiroga 11k                                                                                |
| 16 kwietnia 2006 | Everton Viña del Mar – Universidad Concepción 1:2 Sergio Marclay 45 – Eduardo Arancibia 59, Luis Aguiar 85                                                               |
| 16 kwietnia 2006 | CD Huachipato – Puerto Montt 3:2 Rodrigo Millar 10, 84, Juan Gonzalo Lorca 34 – Ever Cantero 7, Anyelo Alvarado 64                                                       |

### Apertura 13
| Data             | Mecz |
| ---------------- | --- |
| 21 kwietnia 2006 | CD Cobresal – CD Huachipato 1:2 Juan Quiroga 27 – Renzo Yáñez 59, Pedro Morales 74                                    |
| 22 kwietnia 2006 | Coquimbo Unido – Club Universidad de Chile 0:0                                                                        |
| 22 kwietnia 2006 | Universidad Concepción – Antofagasta 2:2 Pedro Rivera 76, Luis Aguiar 90k – Gonzalo Klusener 17, Mauricio Donoso 46   |
| 22 kwietnia 2006 | CD Palestino – Cobreloa 0:2 José Luis Díaz 39, Francisco González 90+2                                                |
| 22 kwietnia 2006 | Santiago Wanderers – Audax Italiano 1:2 Sebastián Roco 77 – Fabián Orellana 42, Germán Arangio 59                     |
| 22 kwietnia 2006 | CD O’Higgins – Unión Española 1:3 Marcos Rodríguez 82 – Clarence Acuña 12, Matías Vindangossy 87, 89                  |
| 23 kwietnia 2006 | Puerto Montt – La Serena 2:3 Ever Cantero 22, Gabriel Vargas 90 – Rodrigo Brito 37, Luis Rueda 53, Patricio Rubina 59 |
| 23 kwietnia 2006 | CSD Colo-Colo – CD Universidad Católica 2:3 Humberto Suazo 47, 50 – Eduardo Rubio 59, 83, Jorge Quinteros 68          |
| 23 kwietnia 2006 | Santiago Morning – Everton Viña del Mar 1:2 Pedro González 68k – Juan Pablo Úbeda 9, Francisco Sánchez 28             |

### Apertura 14
| Data             | Mecz                                                                                            |
| ---------------- | ----------------------------------------------------------------------------------------------- |
| 29 kwietnia 2006 | CSD Rangers – CD Cobresal 1:2 Oscar Fabián Ibarra 65 – Richard Estigarribia 27, Juan Quiroga 67 |
| 29 kwietnia 2006 | CD Universidad Católica – Santiago Wanderers 0:2 Osvaldo Moreno 34, Michael Silva 79            |
| 29 kwietnia 2006 | La Serena – Universidad Concepción 1:1 Felipe Flores 51 – Ricardo Parada 57                     |
| 29 kwietnia 2006 | Unión Española – CSD Colo-Colo 1:0 Manuel Neira 75                                              |
| 30 kwietnia 2006 | Club Universidad de Chile – Santiago Morning 2:0 Luis Pedro Figueroa 11, 74                     |
| 30 kwietnia 2006 | Everton Viña del Mar – Coquimbo Unido 1:0 Joel Estay 8                                          |
| 30 kwietnia 2006 | Antofagasta – Audax Italiano 1:1 César Santis 87 – Jaime González 54                            |
| 30 kwietnia 2006 | CD Huachipato – CD Palestino 1:0 Cristián Reynero 28                                            |
| 30 kwietnia 2006 | Cobreloa – Puerto Montt 2:1 José Luis Díaz 40, 70 – Ever Cantero 16                             |

### Apertura 15
| Data        | Mecz |
| ----------- | --- |
| 6 maja 2006 | Audax Italiano – CD Universidad Católica 0:0                                                                                                  |
| 6 maja 2006 | Coquimbo Unido – Unión Española 1:1 Marcelo Corrales 12k – Manuel Neira 47                                                                    |
| 6 maja 2006 | CD O’Higgins – CSD Rangers 2:0 Joel Soto 51, Marco Olea 60                                                                                    |
| 6 maja 2006 | Universidad Concepción – CD Huachipato 2:2 Ricardo Parada 4, 27 – Luis Chavarría 23, Diego Ruiz 85                                            |
| 7 maja 2006 | Everton Viña del Mar – Club Universidad de Chile 1:1 Cristián Uribe 79k – Marcelo Salas 12k                                                   |
| 7 maja 2006 | Puerto Montt – Antofagasta 3:3 César Talma 25, Leonardo Monje 63, Luis Guajardo 87 – Gonzalo Klusener 27, Mauricio Donoso 35, Juan Pastene 50 |
| 7 maja 2006 | CSD Colo-Colo – Cobreloa 2:0 Gonzalo Fierro 23, Rodrigo Tapia 85                                                                              |
| 7 maja 2006 | Santiago Morning – La Serena 2:2 Esteban Paredes 28, Francisco Fernández 60 – Felipe Flores 16, Raúl Palacios 82                              |
| 7 maja 2006 | CD Cobresal – Santiago Wanderers 2:1 Juan Quiroga 6, César Díaz 82 – Michael Silva 39                                                         |

### Apertura 16
| Data         | Mecz |
| ------------ | --- |
| 13 maja 2006 | Unión Española – CD Cobresal 3:0 Clarence Acuña 33, Manuel Neira 54, José Luis Sierra 70                                                               |
| 13 maja 2006 | La Serena – Everton Viña del Mar 2:2 Cristián Muñoz 48, Rodolfo Moya 84 – Joel Estay 3, 29                                                             |
| 13 maja 2006 | Audax Italiano – CD Palestino 2:2 Boris Rieloff 26, Roberto Cereceda 85 – Rodrigo Toloza 56, Miguel Ángel Romero 73s                                   |
| 13 maja 2006 | CSD Rangers – CD Huachipato 1:3 Nino Rojas 73 – Gustavo Dalsasso 29s, Rodrigo Millar 39, Juan Gonzalo Lorca 65                                         |
| 13 maja 2006 | CD O’Higgins – Puerto Montt 1:1 Mariano Messera 15 – Gabriel Vargas 70                                                                                 |
| 14 maja 2006 | CD Universidad Católica – Club Universidad de Chile 0:2 Marcelo Salas 41, Luis Pedro Figueroa 74                                                       |
| 14 maja 2006 | Antofagasta – Cobreloa 1:1 Gonzalo Klusener 27 – Rubén Ramírez 62                                                                                      |
| 14 maja 2006 | Santiago Wanderers – Universidad Concepción 1:4 José Contreras 86 – Juan Francisco Viveros 8, Ricardo Viveros 22, 43, Luis Aguiar 83                   |
| 14 maja 2006 | CSD Colo-Colo – Coquimbo Unido 5:1 Jorge Valdivia 12, Luis Mena 52, Gonzalo Fierro 61, Matías Fernández 63, Héctor Mancilla 88 – Gustavo Lorenzetti 83 |

### Apertura 17
| Data         | Mecz |
| ------------ | --- |
| 18 maja 2006 | Club Universidad de Chile – La Serena 2:1 Herly Alcázar 20, Hugo Droguett 39 – Luis Rueda 53                   |
| 19 maja 2006 | Puerto Montt – CSD Colo-Colo 0:1 Matías Fernández 44                                                           |
| 20 maja 2006 | Universidad Concepción – CD Universidad Católica 1:1 Juan José Ribera 82 – Jorge Quinteros 58                  |
| 20 maja 2006 | Coquimbo Unido – Antofagasta 0:1 Renato Ramos 63                                                               |
| 20 maja 2006 | Everton Viña del Mar – Santiago Wanderers 2:0 Daniel González 65, Sebastián Varas 90                           |
| 20 maja 2006 | CD Palestino – CSD Rangers 2:2 Joan Henríquez 55, Fernando López 72k – Héctor Santibáñez 35, Juan Cisternas 43 |
| 21 maja 2006 | Santiago Morning – Unión Española 0:0 mecz rozegrany został na stadionie klubu CSD Colo-Colo                   |
| 21 maja 2006 | CD Huachipato – CD O’Higgins 0:0                                                                               |
| 21 maja 2006 | Cobreloa – Audax Italiano 0:1 Carlos Garrido 5                                                                 |

### Apertura 18
| Data         | Mecz |
| ------------ | --- |
| 27 maja 2006 | Cobreloa – Club Universidad de Chile 2:1 José Luis Díaz 46k, Nicolás Ascencio 63 – Luis Pedro Figueroa 18                                                     |
| 27 maja 2006 | CD O’Higgins – CD Palestino 0:0 |
| 27 maja 2006 | Audax Italiano – Universidad Concepción 1:2 Juan González 87 – Fernando Solís 48, Luis Aguiar 54                                                              |
| 27 maja 2006 | Unión Española – Puerto Montt 3:1 Joel Reyes 40, Manuel Neira 87, 90+3 – Gabriel Vargas 24                                                                    |
| 28 maja 2006 | CSD Colo-Colo – Antofagasta 3:0 Andrés González 21, Héctor Mancilla 58, Matías Fernández 72k                                                                  |
| 28 maja 2006 | CD Universidad Católica – CD Cobresal 2:0 Jorge Quinteros 25, Iván Vásquez 83                                                                                 |
| 28 maja 2006 | La Serena – Coquimbo Unido 2:1 Luis Rueda 20, 76 – Rodrigo Rivera 40 mecz przerwany w 77 minucie przy stanie 2:1 – dokoñczony 31 maja                         |
| 28 maja 2006 | CSD Rangers – Everton Viña del Mar 2:0 Omar Enrique Mallea 38, Héctor Santibáñez 90                                                                           |
| 28 maja 2006 | Santiago Wanderers – Santiago Morning 2:0 Sebastián Roco 38, Jaime Riveros 90                                                                                 |
| 31 maja 2006 | La Serena – Coquimbo Unido 2:2 Luis Rueda 20, 76 – Rodrigo Rivera 40, Alfredo Calderón 82 dokoñczenie brakujących 13 minut z 28 maja (przy pustych trybunach) |

### Apertura 19
| Data           | Mecz |
| -------------- | --- |
| 3 czerwca 2006 | CD Huachipato – CD Universidad Católica 1:2 Gonzalo Sandoval 87 – Darío Conca 7, Francisco Arrué 54                                          |
| 3 czerwca 2006 | Puerto Montt – Santiago Wanderers 4:0 César Cortés 26, 69, Leonardo Monje 47, 85                                                             |
| 3 czerwca 2006 | Coquimbo Unido – CSD Rangers 0:0 |
| 4 czerwca 2006 | Everton Viña del Mar – Cobreloa 0:2 José Luis Díaz 54, Rubén Ramírez 76k                                                                     |
| 4 czerwca 2006 | Universidad Concepción – CSD Colo-Colo 3:2 Luis Aguiar 7k, Ricardo Viveros 19, Ricardo Parada 33 – Héctor Mancilla 66k, Andrés González 75   |
| 4 czerwca 2006 | CD Palestino – La Serena 1:2 Angel Carreño 88 – Raúl Palacios 50k, Rodolfo Moya 77                                                           |
| 4 czerwca 2006 | CD Cobresal – Audax Italiano 2:4 Juan Quiroga 43, Néstor Contreras 89 – Miguel Ángel Romero 9, Jaime González 65, Carlos Villanueva 67k, 90k |
| 4 czerwca 2006 | Antofagasta – Unión Española 3:0 Renato Ramos 12, Rubén Bascuñán 76, Mauricio Dinamarca 89                                                   |
| 4 czerwca 2006 | Santiago Morning – CD O’Higgins 0:3 Diego Guidi 82, Joel Soto 87k, 90+3                                                                      |

### Tabele końcowe turnieju Apertura 2006
Choć wszystkie kluby pierwszej ligi grały ze sobą każdy z każdym, to o mistrzostwie nie decydowała ogólna tabela. Kluby zostały wcześniej podzielone na 4 grupy. Z grup A i C po dwa najlepsze kluby awansowały bezpośrednio do ćwierćfinału mistrzostw, a z grup B i D tylko zwycięzcy awansowali bezpośrednio do ćwierćfinału. Z każdej grupy awansował jeden klub do fazy barażowej (tzw. Repechaje), gdzie dwie pary wyłonić miały dwóch brakujących ćwierćfinalistów. System ten, zupełnie niespotykany w dziejach europejskich rozgrywek ligowych doprowadzić może do tak dziwnych sytuacji, że klub o gorszym dorobku punktowym może dalej awansować, podczas gdy klub z lepszym dorobkiem może odpaść (np. w tym sezonie odpadł w fazie grupowej mający 22 punkty Cobresal, a do fazy barażowej awansował mający 21 punktów CD O’Higgins).

#### Grupa A
| Poz | Klub                    | Mecze | Zw | Rem | Por | Pkt | BrZd | BrStr |
| --- | ----------------------- | ----- | -- | --- | --- | --- | ---- | ----- |
| 1   | Universidad Concepción  | 18    | 9  | 6   | 3   | 33  | 31   | 23    |
| 2   | Audax Italiano          | 18    | 9  | 5   | 4   | 32  | 32   | 22    |
| 3   | CD Universidad Católica | 18    | 9  | 5   | 4   | 32  | 27   | 20    |
| 4   | CD Cobresal             | 18    | 6  | 4   | 8   | 22  | 26   | 32    |
| 5   | Santiago Wanderers      | 18    | 5  | 2   | 11  | 17  | 16   | 30    |

#### Grupa B
| Poz | Klub                      | Mecze | Zw | Rem | Por | Pkt | BrZd | BrStr |
| --- | ------------------------- | ----- | -- | --- | --- | --- | ---- | ----- |
| 1   | Club Universidad de Chile | 18    | 10 | 5   | 3   | 35  | 27   | 20    |
| 2   | La Serena                 | 18    | 5  | 7   | 6   | 22  | 32   | 31    |
| 3   | Everton Viña del Mar      | 18    | 5  | 6   | 7   | 21  | 20   | 27    |
| 4   | Coquimbo Unido            | 18    | 3  | 8   | 7   | 17  | 16   | 26    |
| 5   | Santiago Morning          | 18    | 2  | 6   | 10  | 12  | 15   | 31    |

#### Grupa C
| Poz | Klub           | Mecze | Zw | Rem | Por | Pkt | BrZd | BrStr |
| --- | -------------- | ----- | -- | --- | --- | --- | ---- | ----- |
| 1   | CSD Colo-Colo  | 18    | 13 | 1   | 4   | 40  | 54   | 22    |
| 2   | Cobreloa       | 18    | 9  | 3   | 6   | 30  | 32   | 24    |
| 3   | Unión Española | 18    | 8  | 4   | 6   | 28  | 24   | 21    |
| 4   | Antofagasta    | 18    | 5  | 6   | 7   | 21  | 26   | 31    |
| 5   | Puerto Montt   | 18    | 4  | 5   | 9   | 17  | 33   | 32    |

#### Grupa D
| Poz | Klub          | Mecze | Zw | Rem | Por | Pkt | BrZd | BrStr |
| --- | ------------- | ----- | -- | --- | --- | --- | ---- | ----- |
| 1   | CD Huachipato | 18    | 11 | 3   | 4   | 36  | 32   | 19    |
| 2   | CD O’Higgins  | 18    | 5  | 6   | 7   | 21  | 20   | 25    |
| 3   | CD Palestino  | 18    | 4  | 4   | 10  | 16  | 22   | 35    |
| 4   | CSD Rangers   | 18    | 4  | 4   | 10  | 16  | 26   | 40    |
| 5   | Concepción    | 0     | 0  | 0   | 0   | 0   | 0    | 0     |

- Klub Concepción wycofał się z rozgrywek z powodów finansowych.

Dwa najlepsze kluby fazy ligowej turnieju Apertura (CSD Colo-Colo i CD Huachipato) zakwalifikowały się do turnieju Copa Sudamericana 2006.

### Repechaje
| 07.06 2006 Unión Española – La Serena 2:2 (1:1) 1:0 Manuel Neira 5, 1:1 Pablo Bolados 11k, 2:1 Clarence Acuña 62, 2:2 Luis Rueda 77 do ćwierćfinału awansował klub Unión Española dzięki lepszemu dorobkowi punktowemu |
| 09.06 2006 CD Universidad Católica – CD O’Higgins 1:1 (1:0) 1:0 Luis Núñez 45, 1:1 Marco Olea 50 do ćwierćfinału awansował klub Universidad Católica dzięki lepszemu dorobkowi punktowemu                              |

### 1/4 finału
| Cobreloa – CD Huachipato 3:1 i 0:4 1 10.06 2006 0:1 Renzo Yáñez 44, 1:1 Alexis Sánchez 51, 2:1 Alexis Sánchez 54, 3:1 Alexis Sánchez 79 2 17.06 2006 0:1 Rodrigo Millar 41, 0:2 Renzo Yáñez 76, 0:3 Rodrigo Millar 79k, 0:4 Rodrigo Millar 85,                                  |
| Audax Italiano – Universidad Concepción 2:1 i 0:2 1 11.06 2006 1:0 Arístides Masi 3, 1:1 Ricardo Parada 14, 2:1 Miguel Ángel Romero 82 2 18.06 2006 0:1 Fernando Solís 3, 0:2 Ricardo Parada 46                                                                                 |
| Unión Española – CSD Colo-Colo 0:4 i 0:5 1 11.06 2006 0:1 Rodrigo Tapia 36, 0:2 Jorge Valdivia 61, 0:3 Humberto Suazo 69, 0:4 Humberto Suazo 82 2 17.06 2006 0:1 Gonzalo Fierro 14, 0:2 Humberto Suazo 27, 0:3 Humberto Suazo 57, 0:4 Álvaro Ormeño 86, 0:5 Moises Villaroel 88 |
| CD Universidad Católica – Club Universidad de Chile 2:2 i 1:3 1 13.06 2006 1:0 Jorge Quinteros 4, 1:1 Herly Alcázar 28, 2:1 Francisco Arrué 49, 2:2 Mayer Candelo 71 2 18.06 2006 1:0 Luis Núñez 19, 1:1 Herly Alcázar 54, 1:2 Herly Alcázar 71, 1:3 Mayer Candelo 76           |

### 1/2 finału
| Universidad Concepción – CSD Colo-Colo 3:4 i 0:2 1 21.06 2006 0:1 Humberto Suazo 37, 1:1 Ricardo Viveros 49, 1:2 Matías Fernández 57, 1:3 Humberto Suazo 59, 1:4 Matías Fernández 73, 2:4 Ricardo Viveros 75, 3:4 Juan Francisco Viveros 90+2 2 25.06 2006 0:1 Arturo Sanhueza 72, 0:2 Humberto Suazo 83                            |
| Club Universidad de Chile – CD Huachipato 6:1 i 2:2 1 22.06 2006 1:0 Herly Alcázar 2, 1:1 Juan Gonzalo Lorca 30, 2:1 Marcelo Salas 34, 3:1 Mayer Candelo 46, 4:1 Hugo Droguett 60, 5:1 Marcelo Salas 74, 6:1 Cristián Canío 82 2 25.06 2006 1:0 Waldo Ponce 37, 2:0 Cristián Canío 46, 2:1 Rodolfo Madrid 52, 2:2 Pedro Morales 66k |

### Finał
| Club Universidad de Chile – CSD Colo-Colo 1:2 i 1:0, karne 2:4 |
| 28 czerwca 2006 Santiago Estadio Nacional (28 804) Club Universidad de Chile – CSD Colo-Colo 1:2 (1:0) Sędzia: Pablo Pozo Bramki: 1:0 Herly Alcázar 13, 1:1 Matías Fernández 54, 1:2 Matías Fernández 90 Żółte kartki: Marcelo Díaz, Rodrigo Jara, Manuel Iturra / Gonzalo Fierro, Miguel Aceval Club Universidad de Chile (trener Gustavo Huerta): Miguel Pinto – Marcelo Díaz, Adrián Rojas, Waldo Ponce, Rodrigo Jara, Manuel Iturra, Luis Pedro Figueroa, Hugo Droguett (71 Patricio Ormázabal), Mayer Candelo (82 Cristián Canío), Marcelo Salas, Herly Alcázar Club Social y Deportivo Colo-Colo (trener Claudio Borghi): Claudio Bravo – Luis Mena, Celso Ayala, Andrés González, Gonzalo Fierro (81 Arturo Vidal), Rodrigo Meléndez (70 Moisés Villarroel), Arturo Sanhueza, Miguel Aceval (46 Álvaro Ormeño), Matías Fernández, Jorge Valdivia, Humberto Suazo |
| 2 lipca 2006 Santiago Estadio Nacional (61 000) CSD Colo-Colo – Club Universidad de Chile 0:1 (0:0), karne 4:2 Sędzia: Rubén Selman Bramki: 0:1 Luis Pedro Figueroa 69 Karne: 1:0 Matías Fernández, 1:1 Marcelo Salas, 2:1 Humberto Suazo, 2:1 Hugo Droguett (-), 3:1 Gonzalo Fierro, 3:1 Mayer Candelo (-), 3:1 Luis Mena (-), 3:2 Luis Pedro Figueroa, 4:2 Miguel Aceval Żółte kartki: Andrés González, Arturo Sanhueza / Marcelo Díaz, Adrián Rojas, Patricio Ormazábal, Luis Pedro Figueroa Club Social y Deportivo Colo-Colo (trener Claudio Borghi): Claudio Bravo – Luis Mena, David Henríquez, Andrés González, Álvaro Ormeño (84 Miguel Aceval), Rodrigo Meléndez (46 Moisés Villarroel), Arturo Sanhueza, Gonzalo Fierro, Matías Fernández, Jorge Valdivia, Humberto Suazo Club Universidad de Chile (trener Gustavo Huerta): Miguel Pinto – Marcelo Díaz, Adrián Rojas, Waldo Ponce, Rodrigo Jara, Manuel Iturra, Patricio Ormazábal (48 Mayer Candelo), Luis Pedro Figueroa, Hugo Droguett, Marcelo Salas, Cristián Canío |

Mistrzem Chile turnieju Apertura w roku 2006 został klub CSD Colo-Colo, natomiast wicemistrzem Chile – klub Club Universidad de Chile. Tytuł mistrza zapewnił drużynie CSD Colo-Colo udział w Copa Libertadores 2007.

### Klasyfikacja strzelców bramek
| Gole | Piłkarz          | Klub                      |
| ---- | ---------------- | ------------------------- |
| 19   | Humberto Suazo   | CSD Colo-Colo             |
| 14   | Matías Fernández | CSD Colo-Colo             |
| 13   | Juan Quiroga     | CD Cobresal               |
| 13   | Leonardo Monje   | Puerto Montt              |
| 13   | Rodrigo Millar   | CD Huachipato             |
| 12   | Héctor Mancilla  | CSD Colo-Colo             |
| 12   | Herly Alcázar    | Club Universidad de Chile |

## Torneo Clausura 2006
Klub Concepción z powodów finansowych musiał wycofać się z rozgrywek pierwszej ligi. W konsekwencji w następnym sezonie Concepción miał grać w drugiej lidze.

### Clausura 1
| Data            | Mecz |
| --------------- | --- |
| 15 lipca 2006   | Unión Española – Coquimbo Unido 1:1 Luis Jara 62 – Nicolás Corvetto 6                                                                     |
| 16 lipca 2006   | CD Cobresal – Antofagasta 1:0 Claudio Videla 60                                                                                           |
| 16 lipca 2006   | Santiago Morning – Santiago Wanderers 1:1 Cristián Muñoz 26 – José Luis Jiménez 1 mecz rozegrany został na stadionie klubu Audax Italiano |
| 16 lipca 2006   | La Serena – Audax Italiano 2:1 Sergio Núñez 26, Rodolfo Moya 43 – Carlos Villanueva 49                                                    |
| 16 lipca 2006   | CSD Rangers – CD Palestino 3:1 Héctor Tapia 5, Patricio Neira 22, Juan Cisternas 63 – Cristián Basaure 49                                 |
| 16 lipca 2006   | Cobreloa – CD Huachipato 1:1 Rodrigo Pérez 8 – Pedro Morales 51                                                                           |
| 16 lipca 2006   | Everton Viña del Mar – Puerto Montt 1:2 Joel Estay 3 – Héctor Águila 77, Fernando Giménez 81                                              |
| 2 sierpnia 2006 | CD Universidad Católica – Universidad Concepción 0:2 Leonardo Monje 17, Juan José Ribera 70                                               |
| 9 sierpnia 2006 | CSD Colo-Colo – CD O’Higgins 4:1 Humberto Suazo 14, 88, Matías Fernández 52, Gonzalo Fierro 90 – Marco Olea 17                            |

### Clausura 2
| Data          | Mecz |
| ------------- | --- |
| 22 lipca 2006 | Santiago Wanderers – La Serena 2:0 Sebastián Roco 77, Michael Silva 85                                                                                  |
| 22 lipca 2006 | CD O’Higgins – Santiago Morning 4:2 Marco Olea 7, Giancarlo Maldonado 20, Rodrigo Ramírez 28, Daniel González 66 – Esteban Paredes 35, Rubén Ramírez 63 |
| 22 lipca 2006 | Audax Italiano – CSD Rangers 1:0 Boris Rieloff 35 |
| 22 lipca 2006 | Coquimbo Unido – Everton Viña del Mar 0:0 |
| 23 lipca 2006 | CD Palestino – Club Universidad de Chile 1:0 Fernando López 34 mecz rozegrany został na stadionie klubu Unión Española                                  |
| 23 lipca 2006 | Antofagasta – CSD Colo-Colo 1:1 Mauricio Donoso 17 – Gonzalo Fierro 44                                                                                  |
| 23 lipca 2006 | Puerto Montt – Cobreloa 4:1 Héctor Águila 8k, Leandro Delgado 12, Jorge Schwager 22, Fernando Giménez 80 – Lucas Barrios 21                             |
| 23 lipca 2006 | CD Huachipato – CD Cobresal 1:1 Leonard Mas 19 – Juan Quiroga 67                                                                                        |
| 23 lipca 2006 | Universidad Concepción – Unión Española 4:2 Ricardo Viveros 24, 43, Leonardo Monje 46, 90+3 – José Luis Sierra 28, Clarence Acuña 84                    |

### Clausura 3
| Data          | Mecz |
| ------------- | --- |
| 29 lipca 2006 | CD Palestino – Antofagasta 1:1 Germán Arangio 4 – Renato Ramos 58                                                              |
| 29 lipca 2006 | CD Universidad Católica – CD O’Higgins 0:1 Nicolás Diez 73                                                                     |
| 29 lipca 2006 | Unión Española – La Serena 1:3 Manuel Neira 50 – Felipe Flores 37, 63, Pablo Bolados 55                                        |
| 29 lipca 2006 | Audax Italiano – Puerto Montt 1:1 Jaime González 82 – Fernando Giménez 3                                                       |
| 30 lipca 2006 | Club Universidad de Chile – CD Huachipato 0:2 Juan Gonzalo Lorca 13, Diego Ruiz 32                                             |
| 30 lipca 2006 | Cobreloa – Universidad Concepción 1:0 José Luis Díaz 35                                                                        |
| 30 lipca 2006 | CD Cobresal – Santiago Morning 3:0 Juan Quiroga 12, 68, Claudio Pérez 86                                                       |
| 30 lipca 2006 | Everton Viña del Mar – CSD Colo-Colo 3:0 Javier Menghini 26, Joel Estay 82, 83                                                 |
| 30 lipca 2006 | CSD Rangers – Santiago Wanderers 3:1 Omar Enrique Mallea 13, Juan Cisternas 51, Francisco Huaiquipán 80 – José Luis Jiménez 54 |

### Clausura 4
| Data              | Mecz |
| ----------------- | --- |
| 5 sierpnia 2006   | Unión Española – Audax Italiano 0:1 Jaime González 40                                                                                                 |
| 5 sierpnia 2006   | CD O’Higgins – Everton Viña del Mar 2:0 Daniel González 5, Cristián Canío 24                                                                          |
| 5 sierpnia 2006   | Puerto Montt – Club Universidad de Chile 3:0 Héctor Águila 13, 23k, Gabriel Vargas 73                                                                 |
| 6 sierpnia 2006   | Antofagasta – CSD Rangers 1:1 Renato Ramos 28k – Miguel Ayala 68                                                                                      |
| 6 sierpnia 2006   | Santiago Morning – Universidad Concepción 1:1 Juan Robledo 14 – Luis Aguiar 47k                                                                       |
| 6 sierpnia 2006   | CSD Colo-Colo – CD Palestino 1:3 José Luis Jerez 47 – Braulio Armoa 8, Fernando López 59, Juan Pablo Úbeda 64                                         |
| 6 sierpnia 2006   | La Serena – Cobreloa 3:6 Pablo Bolados 47k, 51, Felipe Flores 55 – Rodrigo Mannara 28, Lucas Barrios 47, 64, Sebastián Pinto 70, 86, Mauricio Aros 80 |
| 6 sierpnia 2006   | Santiago Wanderers – CD Universidad Católica 1:1 Michael Silva 61 – Jonathan Fabbro 8 mecz w Viña del Mar                                             |
| 15 listopada 2006 | CD Huachipato – Coquimbo Unido 0:1 Luciano Álvarez 59                                                                                                 |

### Clausura 5
| Data             | Mecz |
| ---------------- | --- |
| 12 sierpnia 2006 | Coquimbo Unido – CSD Colo-Colo 1:4 Gonzalo Garavano 36 – Arturo Sanhueza 24, 27, Humberto Suazo 86, 89                            |
| 12 sierpnia 2006 | Audax Italiano – Antofagasta 1:1 Franco di Santo 48 – Renato Ramos 14                                                             |
| 12 sierpnia 2006 | CD Palestino – CD Cobresal 1:0 Fabián Estay 82 mecz rozegrany został na stadionie klubu Unión Española                            |
| 12 sierpnia 2006 | CD Universidad Católica – Santiago Morning 1:0 Juan Manuel Aróstegui 46                                                           |
| 13 sierpnia 2006 | CSD Rangers – CD O’Higgins 1:1 Ricardo Olivares 39 – Daniel González 18                                                           |
| 13 sierpnia 2006 | Everton Viña del Mar – CD Huachipato 1:3 Cristián Uribe 76k – Diego Ruiz 35, Juan Gonzalo Lorca 65, Rodrigo Millar 58             |
| 13 sierpnia 2006 | Puerto Montt – Unión Española 0:1 Julio Gutiérrez 90                                                                              |
| 13 sierpnia 2006 | Club Universidad de Chile – Cobreloa 1:1 Mauricio Gómez 25 – José Luis Díaz 63                                                    |
| 30 sierpnia 2006 | Universidad Concepción – La Serena 4:1 Ricardo Parada 23, Leonardo Monje 29, Fabián Benítez 54, Luis Aguiar 89 – Felipe Flores 43 |

### Clausura 6
| Data             | Mecz |
| ---------------- | --- |
| 19 sierpnia 2006 | CD O’Higgins – Coquimbo Unido 3:0 Marco Olea 23, Giancarlo Maldonado 50, César Henríquez 83                                |
| 19 sierpnia 2006 | Santiago Wanderers – Puerto Montt 3:0 Sebastián Roco 4, José Luis Jiménez 8, Paulo Pérez 25                                |
| 19 sierpnia 2006 | CD Universidad Católica – CD Palestino 1:0 Juan Manuel Aróstegui 78                                                        |
| 20 sierpnia 2006 | CSD Colo-Colo – Unión Española 1:0 Matías Fernández 82k                                                                    |
| 20 sierpnia 2006 | Antofagasta – Universidad Concepción 3:2 Alonzo Zúñiga 36, 78, Renato Ramos 83 – Leonardo Monje 42, 63                     |
| 20 sierpnia 2006 | La Serena – Club Universidad de Chile 3:0 Matías Urbano 27, 66, Pablo Bolados 45                                           |
| 20 sierpnia 2006 | CD Cobresal – CSD Rangers 0:0                                                                                              |
| 20 sierpnia 2006 | Cobreloa – Everton Viña del Mar 3:0 Luis Fuentes 5, Rodrigo Mannara 14, Lucas Barrios 38                                   |
| 20 sierpnia 2006 | Santiago Morning – CD Huachipato 3:4 Fernando Manríquez 61, Alex Comas 75, 76 – Pedro Morales 11, 30, 58, Jaime Riveros 80 |

### Clausura 7
| Data             | Mecz |
| ---------------- | --- |
| 26 sierpnia 2006 | Unión Española – Antofagasta 3:3 Julio Gutiérrez 41, Manuel Neira 79k, 85 – Renato Ramos 16k, Luis Flores 66, Gonzalo Klusener 90+4                     |
| 26 sierpnia 2006 | Coquimbo Unido – CD Cobresal 1:0 Víctor Osorio 71 |
| 26 sierpnia 2006 | Universidad Concepción – Santiago Wanderers 1:2 Luis Aguiar 17k – Luis Oyarzún 7, José Contreras 9                                                      |
| 26 sierpnia 2006 | Puerto Montt – CD O’Higgins 1:1 Gabriel Vargas 56 – Giancarlo Maldonado 89                                                                              |
| 26 sierpnia 2006 | CD Palestino – Audax Italiano 0:3 Boris Rieloff 30, Carlos Villanueva 32, Roberto Cereceda 90+1k mecz rozegrany został na stadionie klubu CSD Colo-Colo |
| 26 sierpnia 2006 | Everton Viña del Mar – Santiago Morning 1:1 Cristián Uribe 82k – Esteban Paredes 44                                                                     |
| 27 sierpnia 2006 | CSD Rangers – CSD Colo-Colo 0:0 |
| 27 sierpnia 2006 | CD Huachipato – La Serena 2:0 Diego Ruiz 70, Juan Gonzalo Lorca 80                                                                                      |
| 27 sierpnia 2006 | Club Universidad de Chile – CD Universidad Católica 1:0 Luis Pedro Figueroa 55                                                                          |

### Clausura 8
| Data            | Mecz |
| --------------- | --- |
| 2 września 2006 | CD Universidad Católica – Coquimbo Unido 0:0                                                                                       |
| 2 września 2006 | CD O’Higgins – Santiago Wanderers 1:0 Marco Olea 5                                                                                 |
| 3 września 2006 | Everton Viña del Mar – Unión Española 1:2 Braulio Leal 14k – Manuel Neira 86k, 87                                                  |
| 3 września 2006 | CD Cobresal – Universidad Concepción 4:1 César Díaz 15, 27, 46, Rodrigo Viligrón 68 – Leonardo Monje 45                            |
| 3 września 2006 | Cobreloa – CD Palestino 1:0 Lucas Barrios 87                                                                                       |
| 3 września 2006 | CSD Colo-Colo – Puerto Montt 4:1 Miguel Caneo 5, Andrés González 57, Matías Fernández 78k, Gonzalo Fierro 89 – Fernando Jiménez 49 |
| 3 września 2006 | Audax Italiano – Club Universidad de Chile 0:1 Marcelo Salas 43                                                                    |
| 3 września 2006 | Santiago Morning – Antofagasta 1:4 Alex Comas 16 – Renato Ramos 32, 45, Mauricio Donoso 85, Juan Ramón Orellana 90                 |
| 3 września 2006 | La Serena – CSD Rangers 1:2 Mario Pardo 89 – Néstor Contreras 47, Juan Cisternas 71                                                |

### Clausura 9
| Data             | Mecz |
| ---------------- | --- |
| 9 września 2006  | Unión Española – Santiago Morning 1:2 Manuel Neira 24k – Juan Carlos Muñoz 53, Alex Comas 65                                                                                     |
| 9 września 2006  | CSD Rangers – CD Universidad Católica 1:1 Patricio Neira 8 – Eduardo Rubio 77 |
| 9 września 2006  | Club Universidad de Chile – CD Cobresal 2:0 Rodrigo Astudillo 5, Luis Pedro Figueroa 50 mecz rozegrany został na stadionie klubu Unión Española                                  |
| 10 września 2006 | Coquimbo Unido – La Serena 4:3 Víctor Osorio 35, Rodrigo Rivera 48, Gonzalo Garavano 49, Luciano Álvarez 77 – Pablo Bolados 12k, Felipe Flores 38, Rodrigo Rivera 83s            |
| 10 września 2006 | Audax Italiano – Cobreloa 5:3 Franco di Santo 10, Jaime González 12, Roberto Cereceda 22, Gustavo Paruolo 70, Carlos Villanueva 78k – Rodrigo Mannara 47, José Luis Díaz 55, 68k |
| 10 września 2006 | CD Palestino – CD O’Higgins 0:0 |
| 10 września 2006 | Santiago Wanderers – CSD Colo-Colo 1:0 José Luis Jiménez 16 |
| 10 września 2006 | Puerto Montt – CD Huachipato 2:1 Ever Cantero 44, Gabriel Vargas 66 – Jaime Riveros 87                                                                                           |
| 10 września 2006 | Antofagasta – Everton Viña del Mar 0:0 |

### Clausura 10
| Data             | Mecz |
| ---------------- | --- |
| 15 września 2006 | CSD Colo-Colo – Universidad Concepción 4:2 Humberto Suazo 30, Matías Fernández 41, 70k, Lisandro Henríquez 87s – Eduardo Arancibia 58, Juan José Ribera 59    |
| 16 września 2006 | Cobreloa – Antofagasta 3:1 Lucas Barrios 10, Sebastián Pinto 73, Rodrigo Mannara 77 – José Pedrozo 35                                                         |
| 16 września 2006 | CD O’Higgins – Club Universidad de Chile 2:0 Rodrigo Ramírez 18, Giancarlo Maldonado 69                                                                       |
| 16 września 2006 | La Serena – Puerto Montt 0:0 |
| 16 września 2006 | CD Universidad Católica – Audax Italiano 5:1 Luis Núñez 43, Eduardo Rubio 56k, José Pedro Fuenzalida 62, 69, Jonathan Fabbro 65 – Franco di Santo 41          |
| 17 września 2006 | CD Huachipato – Santiago Wanderers 2:3 Jaime Riveros 9, Diego Ruiz 89 – José Soto 58, Luis Oyarzún 78, Miguel Catalán 90+1                                    |
| 17 września 2006 | Santiago Morning – Coquimbo Unido 2:2 Esteban Paredes 24, 50 – Ali Manouchehri 75, Gamadiel García 87 mecz rozegrany został na stadionie klubu Unión Española |
| 17 września 2006 | CD Cobresal – Unión Española 2:4 César Díaz 59, Patricio Lira 74 – Julio Gutiérrez 9, Manuel Neira 24, 77, 86                                                 |
| 17 września 2006 | Everton Viña del Mar – CSD Rangers 3:0 Sebastián Varas 40, 48, Cristián Uribe 64k                                                                             |

### Clausura 11
| Data             | Mecz |
| ---------------- | --- |
| 23 września 2006 | Unión Española – Cobreloa 0:3 José Luis Díaz 12k, Rodrigo Mannara 21, Lucas Barrios 80                                 |
| 23 września 2006 | Audax Italiano – CD Cobresal 5:0 Carlos Villanueva 2, 84, Franco di Santo 5, Miguel Ángel Romero 11, Jaime González 57 |
| 23 września 2006 | Puerto Montt – CD Universidad Católica 3:1 Fernando Giménez 65, 84, Héctor Águila 78k – Francisco Arrué 56             |
| 23 września 2006 | La Serena – CD Palestino 1:1 Cristián Basaure 80s – Sebastián García 24                                                |
| 24 września 2006 | CSD Rangers – Santiago Morning 3:1 Juan Cisternas 29, Oscar Fabián Ibarra 48k, 72 – Cristián Muñoz 19                  |
| 24 września 2006 | Universidad Concepción – CD O’Higgins 0:0                                                                              |
| 24 września 2006 | Antofagasta – CD Huachipato 2:0 Luis Flores A. 42, Renato Ramos 43                                                     |
| 24 września 2006 | Santiago Wanderers – Everton Viña del Mar 1:1 José Contreras 1 – Joel Estay 39                                         |
| 24 września 2006 | Club Universidad de Chile – Coquimbo Unido 1:2 Sergio Gioino 23 – Luciano Álvarez 67, Nicolás Larrondo 70s             |

### Clausura 12
| Data                | Mecz |
| ------------------- | --- |
| 30 września 2006    | CD Palestino – Universidad Concepción 2:2 Fabián Estay 45, Juan Pablo Úbeda 58 – Leonardo Monje 79, Juan José Ribera 83                                      |
| 30 września 2006    | CD Huachipato – CSD Colo-Colo 1:2 Rodrigo Millar 24k – Humberto Suazo 34, Matías Fernández 78k                                                               |
| 30 września 2006    | Coquimbo Unido – Puerto Montt 0:1 Iván Álvarez 83 |
| 30 września 2006    | Unión Española – CD Universidad Católica 1:1 Manuel Neira 63 – Sebastián Miranda 26                                                                          |
| 30 września 2006    | CD O’Higgins – Antofagasta 3:1 Luis Medina 14, Fernando Meneses 36, Giancarlo Maldonado 89 – Eduardo Cusó 80                                                 |
| 1 października 2006 | Everton Viña del Mar – Audax Italiano 4:3 Joel Estay 25, Braulio Leal 61, 76, Cristián Uribe 82 – Jaime González 14, Franco di Santo 36, Roberto Cereceda 75 |
| 1 października 2006 | Cobreloa – Santiago Wanderers 3:1 Rodrigo Mannara 28, Juan Luis González 87, Sebastián Pinto 90+2 – Michael Silva 58                                         |
| 1 października 2006 | Club Universidad de Chile – CSD Rangers 4:0 Luis Pedro Figueroa 14, 64, Marcelo Salas 17, Rodrigo Astudillo 70k                                              |
| 1 października 2006 | CD Cobresal – La Serena 1:1 César Díaz 73 – Matías Urbano 53                                                                                                 |

### Clausura 13
| Data                 | Mecz |
| -------------------- | --- |
| 14 października 2006 | Universidad Concepción – Club Universidad de Chile 2:2 Leonardo Monje 32, 51 – Rodrigo Astudillo 21k, 79                                                    |
| 14 października 2006 | Puerto Montt – CD Cobresal 2:0 Iván Álvarez 15, Angelo Alvarado 78                                                                                          |
| 14 października 2006 | CD Universidad Católica – Everton Viña del Mar 2:1 Marco Estrada 69s, Francisco Arrué 88 – Cristián Uribe 28k                                               |
| 14 października 2006 | Audax Italiano – CD Huachipato 2:1 Carlos Vilanueva 50, Miguel Ángel Romero 64 – Diego Ruiz 47                                                              |
| 14 października 2006 | La Serena – CD O’Higgins 4:4 Matías Urbano 1, 14, 58, Carlos Alzamora 75 – Carlos Herrera 19, Cristián Canío 30, Daniel González 81, Giancarlo Maldonado 85 |
| 15 października 2006 | CSD Colo-Colo – Santiago Morning 2:2 Matías Fernández 23, 50 – Esteban Paredes 2, Felipe Díaz 87                                                            |
| 15 października 2006 | Antofagasta – Coquimbo Unido 0:1 Gustavo Lorenzetti 57 |
| 15 października 2006 | Santiago Wanderers – CD Palestino 2:0 Eric Godoy 30, Sebastián Rocco 46                                                                                     |
| 15 października 2006 | CSD Rangers – Cobreloa 1:3 Román Cuello 38 – Rodrigo Mannara 20, José Luis Díaz 65, Sebastián Pinto 90+3                                                    |

### Clausura 14
| Data                 | Mecz |
| -------------------- | --- |
| 21 października 2006 | CD Cobresal – CD Universidad Católica 1:2 Patricio Lira 63 – Francisco Arrué 81, Luis Núñez 90              |
| 21 października 2006 | Coquimbo Unido – CD Palestino 3:0 Marcelo Corrales 12, Cristián Leiva 60, Gamadiel García 87                |
| 21 października 2006 | CD O’Higgins – Audax Italiano 1:0 Marco Olea 27                                                             |
| 22 października 2006 | CSD Rangers – Universidad Concepción 2:1 Ramón Cuello 10, Néstor Contreras 69 – Leonardo Monje 21           |
| 22 października 2006 | Santiago Morning – Puerto Montt 2:0 Rodrigo Sáez 30, Esteban Paredes 90k                                    |
| 22 października 2006 | Everton Viña del Mar – La Serena 1:1 Braulio Leal 82k – Raúl Palacios 39                                    |
| 22 października 2006 | CD Huachipato – Unión Española 1:0 Rodrigo Millar 3                                                         |
| 22 października 2006 | Club Universidad de Chile – Santiago Wanderers 2:0 Yerson Opazo 14, Marcelo Salas 89                        |
| 22 października 2006 | Cobreloa – CSD Colo-Colo 2:2 José Luis Díaz 76, Rodrigo Mannara 90+1 – Cristián Abarca 39, Felipe Flores 73 |

### Clausura 15
| Data                 | Mecz |
| -------------------- | --- |
| 28 października 2006 | Unión Española – CSD Rangers 0:0 |
| 28 października 2006 | Santiago Wanderers – CD Cobresal 1:0 Paulo Pérez 33                                                                                                |
| 28 października 2006 | CD Palestino – Everton Viña del Mar 1:1 Rodrigo Toloza 90+1, Cristián Uribe 55                                                                     |
| 28 października 2006 | Universidad Concepción – Coquimbo Unido 3:2 Leonardo Monje 29, 47k, 86k – Gamadiel García 17, 48                                                   |
| 28 października 2006 | CD Universidad Católica – CD Huachipato 3:1 Juan Manuel Aróstegui 7, 88, Claudio Muñoz 73 – Pedro Morales 21                                       |
| 28 października 2006 | Cobreloa – CD O’Higgins 3:1 Juan Luis González 36, Patricio Rubina 75, José Luis Díaz 89 – Luis Flores 61k                                         |
| 28 października 2006 | Audax Italiano – Santiago Morning 1:2 Arístides Masi 49 – Gustavo Paruolo 41s, Esteban Paredes 50k                                                 |
| 29 października 2006 | Antofagasta – Puerto Montt 3:1 Renato Ramos 38, Cristián Molina 77, César Yáñez 81s – Ever Cantero 8                                               |
| 29 października 2006 | CSD Colo-Colo – Club Universidad de Chile 4:2 Humberto Suazo 9, 76, Alexis Sánchez 68, Álvaro Ormeño 69 – Marcelo Salas 16, Luis Pedro Figueroa 85 |

### Clausura 16
| Data                 | Mecz |
| -------------------- | --- |
| 31 października 2006 | Antofagasta – CD Universidad Católica 1:2 Renato Ramos 19 – Luis Núñez 21, Juan Manuel Aróstegui 78                                                                                     |
| 31 października 2006 | Coquimbo Unido – Cobreloa 1:1 Gamadiel García 21k – Luis Fuentes 90+1 |
| 1 listopada 2006     | CD Huachipato – CSD Rangers 1:3 Pedro Morales 35 – Patricio Neira 14, Román Cuello 16, Héctor Tapia 38                                                                                  |
| 1 listopada 2006     | Puerto Montt – Universidad Concepción 1:0 Iván Álvarez 77 |
| 1 listopada 2006     | CD Cobresal – CD O’Higgins 2:1 César Díaz 36, Rodrigo Núñez 78 – Giancarlo Maldonado 62                                                                                                 |
| 1 listopada 2006     | Audax Italiano – Santiago Wanderers 2:0 Miguel Ángel Romero 26, 55 |
| 1 listopada 2006     | Unión Española – Club Universidad de Chile 2:6 Roberto Ordenes 20, Patricio Almendra 26 – Rodrigo Astudillo 1, 12, 90k, Patricio Ormázabal 27, Manuel Iturra 57, Luis Pedro Figueroa 84 |
| 1 listopada 2006     | CSD Colo-Colo – La Serena 4:4 Alexis Sánchez 3, 46, Miguel Caneo 8, 23 – Pablo Bolados 51k, 69, 90, Rodolfo Moya 56                                                                     |
| 1 listopada 2006     | Santiago Morning – CD Palestino 0:1 Juan Pablo Úbeda 62 |

### Clausura 17
| Data             | Mecz |
| ---------------- | --- |
| 4 listopada 2006 | CD O’Higgins – CD Huachipato 3:2 Marco Olea 4, Giancarlo Maldonado 79, Cristián Reynero 90+1s – Jaime Riveros 35k, Gabriel Sandoval 78                                      |
| 4 listopada 2006 | Club Universidad de Chile – Everton Viña del Mar 1:2 Patricio Ormazábal 26 – Emilio Hernández 24, Cristián Uribe 51 mecz rozegrany został na stadionie klubu Unión Española |
| 4 listopada 2006 | La Serena – Santiago Morning 1:0 Carlos Alzamora 55 |
| 5 listopada 2006 | CSD Rangers – Coquimbo Unido 1:2 Román Cuello 34 – Gamadiel García 57, Gonzalo Garavano 67                                                                                  |
| 5 listopada 2006 | Universidad Concepción – Audax Italiano 1:0 Leonardo Monje 57k |
| 5 listopada 2006 | CD Universidad Católica – CSD Colo-Colo 0:1 Humberto Suazo 72k |
| 5 listopada 2006 | Cobreloa – CD Cobresal 3:1 José Luis Díaz 14, Charles Aránguiz 49, Rodrigo Mannara 53 – Diego Silva 57                                                                      |
| 5 listopada 2006 | Santiago Wanderers – Antofagasta 1:0 José Luis Jiménez 31 |
| 5 listopada 2006 | CD Palestino – Unión Española 1:0 Juan Pablo Úbeda 19 |

### Clausura 18
| Data              | Mecz |
| ----------------- | --- |
| 10 listopada 2006 | Coquimbo Unido – Santiago Wanderers 2:0 Luciano Álvarez 21, Manuel García 87                                                                     |
| 11 listopada 2006 | CD Universidad Católica – Cobreloa 1:0 Jonathan Fabbro 53k                                                                                       |
| 11 listopada 2006 | CD Huachipato – Universidad Concepción 2:3 Jaime Riveros 46, Dagoberto Currimilla 88 – Leonardo Monje 21k, Ricardo Viveros 24, Ricardo Parada 77 |
| 11 listopada 2006 | CSD Colo-Colo – Audax Italiano 2:3 Matías Fernández 43, 85 – Franco di Santo 2, Carlos Villanueva 51, Boris Rieloff 72                           |
| 11 listopada 2006 | Everton Viña del Mar – CD Cobresal 2:0 Angel Rojas 10, Joel Estay 48                                                                             |
| 11 listopada 2006 | Puerto Montt – CD Palestino 2:1 Jorge Alvarado 43, Fernando Giménez 65 – Braulio Armoa 54                                                        |
| 12 listopada 2006 | Unión Española – CD O’Higgins 0:2 Cristián Canío 28, Daniel González 36                                                                          |
| 12 listopada 2006 | Antofagasta – La Serena 3:2 Vladimir Guerrero 50, Renato Ramos 60k, Mauricio Donoso 83 – Alejandro Schiapparelli 7, Matías Urbano 81             |
| 12 listopada 2006 | Santiago Morning – Club Universidad de Chile 1:0 Rodrigo Sáez 48                                                                                 |

### Clausura 19
| Data              | Mecz |
| ----------------- | --- |
| 18 listopada 2006 | Audax Italiano – Coquimbo Unido 2:0 Carlos Garrido 25, Matías Campos 79 |
| 18 listopada 2006 | La Serena – CD Universidad Católica 2:3 Matías Urbano 2, 77 – José Pedro Fuenzalida 36, Marco González 88, Eduardo Rubio 90                                                      |
| 18 listopada 2006 | CD Palestino – CD Huachipato 2:4 Juan Pablo Úbeda 23, Nelson Saavedra 50 – Jaime Riveros 4, 36, Rodolfo Madrid 38, Gonzalo Sandoval 72                                           |
| 19 listopada 2006 | Santiago Wanderers – Unión Española 2:2 José Soto 16, Jaime Grondona 39 – José Luis Sierra 34, Manuel Neira 80                                                                   |
| 19 listopada 2006 | Cobreloa – Santiago Morning 2:1 José Luis Díaz 23, Lucas Barrios 28 – Miguel Hernández 42                                                                                        |
| 19 listopada 2006 | Universidad Concepción – Everton Viña del Mar 5:1 Eduardo Arancibia 57, Juan José Ribera 60, Ricardo Parada 76, Juan Francisco Viveros 86, Leonardo Monje 88 – Cristián Uribe 52 |
| 19 listopada 2006 | CSD Rangers – Puerto Montt 1:2 Román Cuello 76 – Héctor Águila 15, Angelo Alvarado 73                                                                                            |
| 19 listopada 2006 | Club Universidad de Chile – Antofagasta 1:0 Marcelo Salas 40 |
| 22 listopada 2006 | CD Cobresal – CSD Colo-Colo 4:1 Juan Quiroga 23, 61, Rodrigo Núñez 44, César Díaz 46 – Miguel Aceval 78                                                                          |

### Tabele końcowe turnieju Clausura 2006
Choć wszystkie kluby pierwszej ligi grały ze sobą każdy z każdym, to o mistrzostwie nie decydowała ogólna tabela. Kluby zostały wcześniej podzielone na 4 grupy. Z grup 1, 2 i 3 po dwa najlepsze kluby awansowały bezpośrednio do ćwierćfinału mistrzostw, a z grupy 4 tylko zwycięzca awansował bezpośrednio do ćwierćfinału. Do fazy barażowej (tzw. Repechaje), która miała wyłonić ósmego ćwierćfinalistę awansował trzeci zespół grupy 1 i drugi zespół grupy 2.

#### Grupa 1
| Poz | Klub               | Mecze | Zw | Rem | Por | Pkt | BrZd | BrStr |
| --- | ------------------ | ----- | -- | --- | --- | --- | ---- | ----- |
| 1   | Cobreloa           | 18    | 11 | 4   | 3   | 37  | 40   | 24    |
| 2   | CSD Colo-Colo      | 18    | 8  | 5   | 5   | 29  | 37   | 31    |
| 3   | Santiago Wanderers | 18    | 8  | 4   | 6   | 28  | 22   | 21    |
| 4   | CD Palestino       | 18    | 5  | 5   | 8   | 20  | 16   | 25    |
| 5   | CD Cobresal        | 18    | 5  | 3   | 10  | 18  | 20   | 28    |

#### Grupa 2
| Poz | Klub           | Mecze | Zw | Rem | Por | Pkt | BrZd | BrStr |
| --- | -------------- | ----- | -- | --- | --- | --- | ---- | ----- |
| 1   | CD O’Higgins   | 18    | 10 | 5   | 3   | 35  | 31   | 20    |
| 2   | Coquimbo Unido | 18    | 8  | 5   | 5   | 29  | 23   | 22    |
| 3   | CSD Rangers    | 18    | 6  | 6   | 6   | 24  | 22   | 24    |
| 4   | CD Huachipato  | 18    | 6  | 2   | 10  | 20  | 29   | 32    |
| 5   | Unión Española | 18    | 3  | 5   | 10  | 14  | 20   | 34    |

#### Grupa 3
| Poz | Klub                   | Mecze | Zw | Rem | Por | Pkt | BrZd | BrStr |
| --- | ---------------------- | ----- | -- | --- | --- | --- | ---- | ----- |
| 1   | Puerto Montt           | 18    | 10 | 3   | 5   | 33  | 26   | 21    |
| 2   | Audax Italiano         | 18    | 9  | 2   | 7   | 29  | 32   | 24    |
| 3   | Universidad Concepción | 18    | 7  | 4   | 7   | 25  | 34   | 30    |
| 4   | La Serena              | 18    | 4  | 6   | 8   | 18  | 32   | 39    |
| 5   | Santiago Morning       | 18    | 4  | 5   | 9   | 17  | 22   | 32    |

#### Grupa 4
| Poz | Klub                      | Mecze | Zw | Rem | Por | Pkt | BrZd | BrStr |
| --- | ------------------------- | ----- | -- | --- | --- | --- | ---- | ----- |
| 1   | CD Universidad Católica   | 18    | 9  | 4   | 5   | 31  | 24   | 18    |
| 2   | Club Universidad de Chile | 18    | 7  | 2   | 9   | 23  | 24   | 25    |
| 3   | Antofagasta               | 18    | 5  | 6   | 7   | 21  | 25   | 25    |
| 4   | Everton Viña del Mar      | 18    | 5  | 6   | 7   | 21  | 23   | 27    |

Klub Cobreloa uzyskał najlepszy dorobek punktowy, dzięki czemu zakwalifikował się do Copa Libertadores 2007.

### Repechaje
| 22.11 2006 Santiago Wanderers – Club Universidad de Chile 0:1 (0:0) 0:1 Adrián Rojas 62 |

### 1/4 finału
| Audax Italiano – CD Universidad Católica 1:0 i 3:0 1 25.11 2006 1:0 Carlos Garrido 33 2 03.12 2006 1:0 Juan González 4, 2:0 Diego Rosende 24s, 3:0 Carlos Villanueva 65               |
| Coquimbo Unido – CD O’Higgins 0:0 i 1:2 1 25.11 2006 2 02.12 2006 1:0 Gamadiel García 57, 1:1 Daniel González 72, 1:2 Giancarlo Maldonado 73                                          |
| CSD Colo-Colo – Puerto Montt 1:0 i 4:0 1 26.11 2006 1:0 Rodrigo Tapia 75 2 06.12 2006 1:0 Matías Fernández 58, 2:0 Humberto Suazo 77k, 3:0 Matías Fernández 82, 4:0 Alexis Sánchez 89 |
| Club Universidad de Chile – Cobreloa 1:0 i 1:3 1 26.11 2006 1:0 Sergio Gioino 76 2 03.12 2006 0:1 Lucas Barrios 19, 0:2 José Luis Díaz 34, 0:3 Lucas Barrios 54, 1:3 Waldo Ponce 75   |

### 1/2 finału
| Audax Italiano – CD O’Higgins 4:1 i 2:4 1 08.12 2006 1:0 Carlos Villanueva 38, 2:0 Boris Rieloff 61, 2:1 Daniel González 69, 3:1 Enzo Cabrera 73, 4:1 Carlos Villanueva 83 2 16.12 2006 0:1 Marco Olea 20, 1:1 Carlos Villanueva 52, 2:1 Franco di Santo 59, 2:2 Giancarlo Maldonado 70, 3:2 César Santis 72s, 4:2 Giancarlo Maldonado 77, |
| CSD Colo-Colo – Cobreloa 3:0 i 3:3 1 09.12 2006 1:0 Fernando Hurtado 4s, 2:0 Matías Fernández 27, 3:0 Gonzalo Fierro 32 2 17.12 2006 0:1 Lucas Barrios 21, 1:1 Humberto Suazo 37, 2:1 Matías Fernández 40k, 2:2 Lucas Barrios 51, 3:2 Humberto Suazo 71, 3:3 Juan Luis González 74                                                         |

### Finał
| CSD Colo-Colo – Audax Italiano 3:0 i 3:2 |
| 20 grudnia 2006 Santiago ? (?) CSD Colo-Colo – Audax Italiano 3:0 (1:0) Sędzia: ? Bramki: 1:0 Matías Fernández 22, 2:0 Humberto Suazo 55, 3:0 Rodrigo Meléndez 85 Żółte kartki: Miguel Riffo, Rodrigo Meléndez, Arturo Vidal / Enzo Cabrera, Carlos Garrido Club Social y Deportivo Colo-Colo (trener Claudio Borghi): Sebastián Cejas – Miguel Riffo, David Henríquez, Andrés González, Gonzalo Fierro, Rodrigo Meléndez, Arturo Sanhueza, Arturo Vidal, Matías Fernández (87 Miguel Caneo), Humberto Suazo, Alexis Sánchez (81 Mario Cáceres) Audax Italiano (trener Raúl Toro): Nicolás Peric – Boris Rieloff, Juan González, Jorge Carrasco, Roberto Cereceda, Carlos Garrido, Enzo Cabrera (87 Arístides Masi), Miguel Ángel Romero, Carlos Villanueva, Franco di Santo, Jaime González (56 César Santis) |
| 23 grudnia 2006 Santiago Estadio Nacional (60 000) Audax Italiano – CSD Colo-Colo 2:3 (0:0) Sędzia: Carlos Chandía Bramki: 1:0 Carlos Villanueva 47, 1:1 Humberto Suazo 77, 1:2 Humberto Suazo 81, 1:3 Luis Mena 88, 2:3 Gustavo Paruolo 90 Żółte kartki: Juan González, Boris Rieloff, Miguel Ángel Romero / Arturo Sanhueza, Rodrigo Meléndez, Andrés González Czerwone kartki: – / Arturo Sanhueza (druga żółta) Audax Italiano (trener Raúl Toro): Nicolás Peric – Boris Rieloff, Juan González, Jorge Carrasco, Roberto Cereceda, Carlos Garrido, Enzo Cabrera (74 Gustavo Paruolo), Miguel Ángel Romero, Carlos Villanueva, Franco di Santo, Arístides Masi (69 Matías Campos) Club Social y Deportivo Colo-Colo (trener Claudio Borghi): Sebastián Cejas – Miguel Riffo, David Henríquez, Andrés González, Gonzalo Fierro, Rodrigo Meléndez, Arturo Sanhueza, José Luis Jerez (52 Luis Mena), Matías Fernández (83 Miguel Aceval), Humberto Suazo, Alexis Sánchez (74 Miguel Caneo) |

Mistrzem Chile turnieju Clausura w roku 2006 został klub CSD Colo-Colo, natomiast wicemistrzem Chile – klub Audax Italiano. CSD Colo-Colo udział w Copa Libertadores 2007 jako mistrz turnieju Apertura miał już zapewniony. W tej sytuacji trzecim klubem, który miał reprezentować Chile w tym turnieju był ten z obu wicemistrzów (Apertura i Clausura), który miał lepszy dorobek punktowy, czyli lepszą pozycję w tabeli sumarycznej sezonu. Klubem tym okazał się wicemistrz turnieju Clausura – Audax Italiano.

### Klasyfikacja strzelców bramek
| Gole | Piłkarz             | Klub                   |
| ---- | ------------------- | ---------------------- |
| 17   | Leonardo Monje      | Universidad Concepción |
| 15   | Humberto Suazo      | CSD Colo-Colo          |
| 15   | Matías Fernández    | CSD Colo-Colo          |
| 12   | Carlos Villanueva   | Audax Italiano         |
| 12   | Lucas Barrios       | Cobreloa               |
| 11   | Giancarlo Maldonado | CD O’Higgins           |
| 11   | José Luis Díaz      | Cobreloa               |
| 11   | Manuel Neira        | Unión Española         |
| 11   | Renato Ramos        | Antofagasta            |

## Tabela sumaryczna sezonu 2006
Tabela obejmuje sumaryczny dorobek klubów w turniejach Apertura i Clausura, zebrany w tych częściach mistrzostw, w których kluby grały ze sobą każdy z każdym. Obok wartości statystycznej ma ona na celu wyłonienie klubów, które spadną do drugiej ligi.
| Poz | Klub                      | Mecze | Zw | Rem | Por | Pkt | BrZd | BrStr |
| --- | ------------------------- | ----- | -- | --- | --- | --- | ---- | ----- |
| 1   | CSD Colo-Colo             | 36    | 21 | 6   | 9   | 69  | 91   | 53    |
| 2   | Cobreloa                  | 36    | 20 | 7   | 9   | 67  | 72   | 48    |
| 3   | CD Universidad Católica   | 36    | 18 | 9   | 9   | 63  | 51   | 38    |
| 4   | Audax Italiano            | 36    | 18 | 7   | 11  | 61  | 64   | 46    |
| 5   | Universidad Concepción    | 36    | 16 | 10  | 10  | 58  | 65   | 53    |
| 6   | Club Universidad de Chile | 36    | 17 | 7   | 12  | 58  | 51   | 45    |
| 7   | CD Huachipato             | 36    | 17 | 5   | 14  | 56  | 61   | 51    |
| 8   | CD O’Higgins              | 36    | 15 | 11  | 10  | 56  | 51   | 45    |
| 9   | Puerto Montt              | 36    | 14 | 8   | 14  | 50  | 59   | 53    |
| 10  | Coquimbo Unido            | 36    | 11 | 13  | 12  | 46  | 39   | 48    |
| 11  | Santiago Wanderers        | 36    | 13 | 6   | 17  | 45  | 38   | 51    |
| 12  | Antofagasta               | 36    | 10 | 12  | 14  | 42  | 51   | 56    |
| 13  | Unión Española            | 36    | 11 | 9   | 16  | 42  | 44   | 55    |
| 14  | Everton Viña del Mar      | 36    | 10 | 12  | 14  | 42  | 43   | 54    |
| 15  | La Serena                 | 36    | 9  | 13  | 14  | 40  | 64   | 70    |
| 16  | CD Cobresal               | 36    | 11 | 7   | 18  | 40  | 46   | 60    |
| 17  | CSD Rangers               | 36    | 10 | 10  | 16  | 40  | 48   | 64    |
| 18  | CD Palestino              | 36    | 9  | 9   | 18  | 36  | 38   | 60    |
| 19  | Santiago Morning          | 36    | 6  | 11  | 19  | 29  | 37   | 63    |
| 20  | Concepción                | 0     | 0  | 0   | 0   | 0   | 0    | 0     |

W miejsce dwóch spadkowiczów (Santiago Morning i Concepción) awansował dwa najlepsze kluby w drugiej lidze (Melipilla i CD Ñublense).

### Baraże o utrzymanie się w I lidze
| CD Fernández Vial – CD Palestino 1:3 i 0:1 1 25.11 2006 0:1 Juan Pablo Úbeda 9, 0:2 Daniel Pérez 21, 0:3 Rodrigo Toloza 72, 1:3 César Burgos 80 2 03.12 2006 0:1 Juan Pablo Úbeda 88                                            |
| CSD Rangers – CD Lota Schwager 2:1 i 1:2, karne 3:4 1 26.11 2006 1:0 Patricio Neira 2, 1:1 Patricio Morales 27, 2:1 Oscar Fabián Ibarra 78 2 08.12 2006 0:1 José Salcedo 4, 1:1 Oscar Fabián Ibarra 81k, 1:2 Roberto Silva 90+3 |

Do pierwszej ligi w miejsce klubu CSD Rangers awansował klub CD Lota Schwager.